# Jaera flammula
Jaera flammula är en fjärilsart som beskrevs av Bates 1868. Jaera flammula ingår i släktet Jaera och familjen juvelvingar. Inga underarter finns listade i Catalogue of Life.